# Пиер Лоти
Пиер Лоти (на френски: Pierre Loti) е псевдоним на френския писател Луи Мари-Жулиен Вио (на френски: Louis Marie-Julien Viaud).

## Биография
Роден е на 14 януари 1850 г. в Рошфор, Франция. Става офицер от военноморския флот и пътешествията му до Близкия и Далечния изток са източник на вдъхновение за много от произведенията му. Ориенталската екзотика в романите на Лоти много бързо печели популярност сред съвременниците на писателя.
На 21 май 1891 г. писателят е приет за член на Френската академия.
По време на Балканската война Лоти пише статии в подкрепа на Османската империя, в които защитава добродетелите и хуманността на турците и определя войната като „хищническа“. Най-много е охулвана българската армия. В отговор, през ноември 1912 г., Иван Вазов пише стихотворението си „Под гръма на победите“ с посвещение „на Пиер Лоти“. Лоти омаловажава и започналото унищожение на арменците в Османската империя. 
Умира на 10 юни 1923 г. в Андай, Франция, на 73-годишна възраст.